# Histoire des Juifs à Łuków

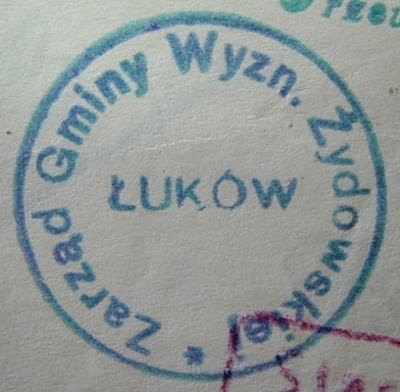
Sceau du Conseil de la communauté juive de Łuków

L'histoire des Juifs à Łuków débute dès le XIVe siècle. L'augmentation rapide de leur nombre fait qu'ils représentent environ deux tiers de la population, soit environ 8 000 personnes au début du XXe siècle. Toutefois, cette histoire est tragiquement interrompue par la Seconde Guerre mondiale. À la suite des persécutions, des déportations au camp d'extermination de Treblinka et d'exécutions de masse commises par l'armée allemande, la communauté juive de Łuków est anéantie.   
Łuków est une ville de l'Est de la Pologne,  dans la voïvodie de Lublin, sur la rivière Krzna Południowa. Elle compte actuellement un peu plus de 27 000 habitants.
La ville a été annexée en 1795 par l'Autriche, avant de se trouver en 1815 dans le royaume du Congrès, sous tutelle russe. Occupée par l'armée allemande en 1915, elle devient polonaise en 1918 à la fin de la Première Guerre mondiale. Conquise par l'Allemagne nazie en 1939, dès le début de la Seconde Guerre mondiale, elle est libérée par l'Armée rouge en janvier 1945. 

## Histoire des Juifs à Łuków

### La communauté juive jusqu'à la Première Guerre mondiale
Les Juifs commencent à s'installer à  Łuków au tournant du XVe siècle avant que Łuków n'obtienne son droit de cité, ou peut-être même au milieu du XIIIe siècle comme le suggèrent certaines sources. Bien qu'aucune source documentant l'histoire de la communauté juive locale n'ait été préservée, il est admis qu'une communauté religieuse indépendante existe à Łuków au XVe siècle. Au milieu du XVIe siècle, celle-ci est déjà importante et bien organisée avec une participation substantielle dans le développement économique de la ville. La communauté juive souffre de pertes humaines importantes lors du soulèvement des cosaques menés par Khmelnitski en 1648, lors du pogrom organisé par les Moscovites en 1655 faisant environ 1 000 victimes, et lors du déluge suédois en 1657, quand les troupes suédoises et transylvaniennes assassinent près de 1 000 Juifs.
La reconstruction de la communauté juive dans les années 1660 et 1670 est facilitée par le fait qu'en 1659, le roi Jean II Casimir Vasa avait reconfirmé un grand nombre de privilèges accordés aux Juifs, par exemple, le droit d'acquérir des biens immobiliers, la liberté de conduire des affaires et le droit de produire et de vendre de l'alcool. Dans les années qui suivent, ces privilèges seront confirmés par les souverains successifs. En 1676, Łuków possède une des communautés juives les plus importantes de la région et une des plus influentes de toute la province de Lublin, regroupant jusqu'à 163 villes et villages alentour. À Łuków, sur 304 habitants, 74 sont juifs, comparé à Kock où sur 290 habitants, on ne compte seulement 28 Juifs,.
À partir de cette époque, la communauté juive continue de croitre, et en 1748, elle compte 484 membres à Łuków même et 211 dans les villages avoisinants, tandis qu'en 1765, sur un total de 1 020 membres de la communauté juive, 543 vivent en ville,,,,. Au cours des treize années suivantes, la population juive décroit passant à 947 pour la communauté entière et à 383 pour le nombre de Juifs dans la ville elle-même. 
Lors du recensement de 1787, on enregistre 871 catholiques et 772 Juifs (soit 47 % de la population totale) à Łuków, mais la proportion est très différente dans l'ensemble de la paroisse où on compte 7 332 catholiques pour 1 256 Juifs (soit uniquement 14,6 % de la population totale). Les Juifs se concentrent principalement dans les villes elles-mêmes,. Parmi les villages autour de Łuków ayant une population juive, on trouve Łazy et Turze Rogi (39 Juifs chacun), Świdry (26), Sięciaszka (24), Szczygły (20), Domaszewnica (19) et Ulana (18) .
Vers la fin du XVIIIe siècle, les Juifs vivent principalement autour de la place du Marché et dans la rue Kozia. Le centre du quartier juif est situé entre les rues Brzeska, Kościelna et Trzebieska. La synagogue à l'intersection des rues Staropijarska et Bóżnicza, le Beth Midrash et le mikvé sont tous situés rue Trzebieska. Les Juifs habitent aussi rue Browarna et louent trois tavernes situées dans le Jurydyka, un hameau juste en dehors de la cité royale de Cieszkowizna, maintenant intégré à Łuków.
Au tournant du XIXe siècle, la communauté juive de Łuków se développe rapidement. Bientôt les Juifs constituent la majorité de la population de la ville et la dominent économiquement. En 1820, sur une population totale de 2 454 habitants, 1 254 sont juifs soit 51,1 %. En 1827, sur 3 206 habitants, 2 023 sont juifs soit 63,1 %,,. En 1840, on compte 1 877 Juifs pour une population totale de 2 891 soit 64,9 %, ; En 1857, le nombre de Juifs croit à 2 114. En 1861, sur 3 311 habitants, 2 255 sont juifs soit 68,1 %,. En 1897, on a 4 799 Juifs pour 8 781 habitants soit 54,7 %. Ils restent encore majoritaires en 1907 avec 7 094 Juifs pour 11 206 habitants de la ville soit 63,3 %; en 1909: 6 689 sur 10 484 soit 63,8 %,; en 1910 avec 7 792 sur un total de 12 489 ils représentent 62,4 %; en 1911 avec 8 058 sur 12 583 ils sont 64,0 %. En 1913, la proportion de Juifs par rapport à la population totale atteint son maximum avec 71,4 %.

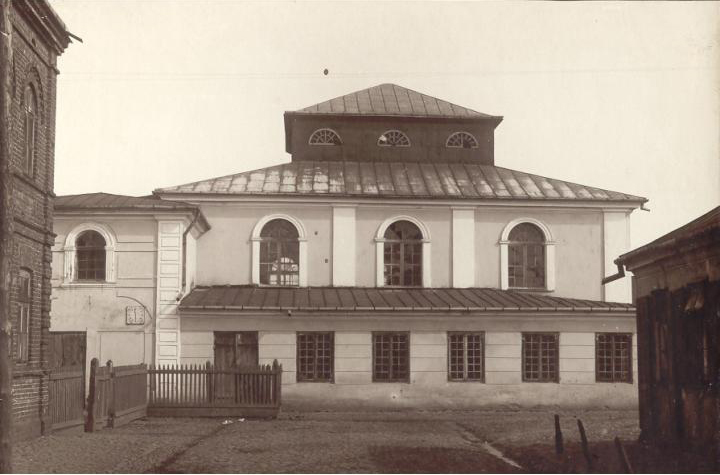
La synagogue du XIX

Au milieu de XIXe siècle, la communauté possède sa synagogue, un Beth Midrash en brique, un abri en bois de deux pièces et un mikvé en bois rue Staropijarska. 
Au XIXe siècle, le mouvement hassidique est très populaire parmi les Juifs de Łuków. Plusieurs Shtiebels (petites synagogues) existent en ville, servant de lieu de prière et de rencontre des disciples des tzadikim de Kock, de Radzyń, de Aleksandrów Łódzki, et de Góra Kalwaria. En 1906, un manoir est construit à Łuków pour le tzadik Hersz Morgenstern, un arrière-petit-fils du tzadik de Kock, le maitre hassidique Menachem Mendel Morgenstern. La ville possède aussi une importante yechiva dirigée par Szmuel Szlomi Braun, qui deviendra en 1901 rabbin de Łuków. 
Au début du XXe siècle, la ville connait une période de prospérité économique relative, qui influence favorablement la situation économique des habitants juifs de Łuków. En 1906, une importante usine de chaussures de Varsovie se relocalise à Łuków et va employer un grand nombre de travailleurs juifs.
De nombreux partis politiques juifs prospèrent à Łuków, comme le Bund ainsi que des mouvements sionistes. Avant la Seconde Guerre mondiale, la communauté juive a ses propres représentants dans les instances gouvernementales locales.

### L'entre-deux-guerres
À partir de 1920, on constate un changement dans la configuration de la population. Les Polonais deviennent légèrement majoritaires: 8 323 Polonais pour 7 418 Juifs qui ne représentent plus que 47,1 % de la population totale de la ville.
Le premier recensement en 1921, après l'indépendance de la Pologne, montre qu'en un an, la population de la ville a chuté, y compris parmi les Juifs. On ne compte plus que 12 571 habitants dont 6 145 Juifs, soit 48,9 % de la population. Cette diminution importante est due au mouvement migratoire après la Première Guerre mondiale, à la guerre soviéto-polonaise et aux émeutes anti-juives à la suite du départ des troupes bolchéviques. Dans les villages environnants, le même recensement donne 167 Juifs à Stok, 131 à Stanin, 83 à Trzebieszów et 55 à Paskudy.
Dans les années 1920 et 1930, la situation économique des Juifs de Łuków s'améliore rapidement. Des 350 entreprises actives en ville, 85 % sont détenues par des Juifs. Plusieurs associations commerciales et artisanales ainsi que des guildes artisanales sont fondées. La vie politique juive se développe. Dans les années 1920, les partis suivants sont actifs:  le parti sioniste général; les sionistes socialistes du  Poale Zion droitiste; les socialistes du Bund; les sionistes religieux de Mizrahi; les démocrates du Folkspartei, les religieux d' Agoudat Israel. Il y a aussi de nombreuses association des jeunesses sionistes ou de gauche, comme: Tsukunft pour le Bund; Hashomer Hatzaïr pour la jeunesse sioniste de gauche; HeHalutz; Betar pour les sionistes radicaux. Le parti le plus influant est le parti orthodoxe Agoudat Israel, qui jusqu'en 1931 concentre entre ses mains presque tous les pouvoirs au sein de la communauté juive.
Établissements juifs à Łuków

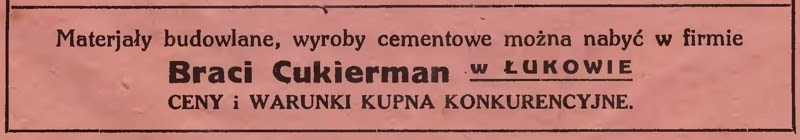
Société de lubrifiants des frères Cukierman
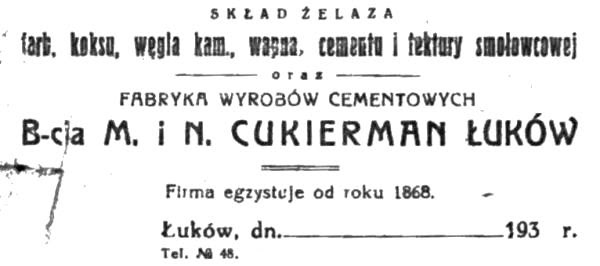
Usine d'articles en béton des frères Cukierman
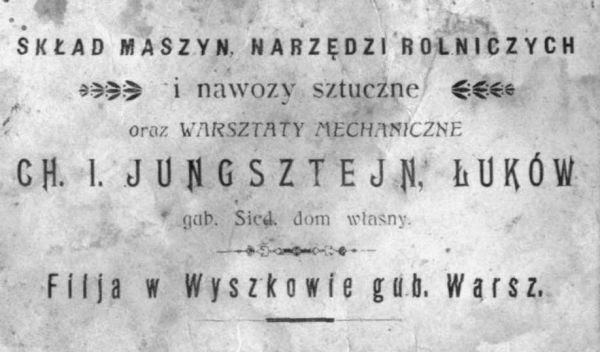
Machines agricoles de Jungsztejn
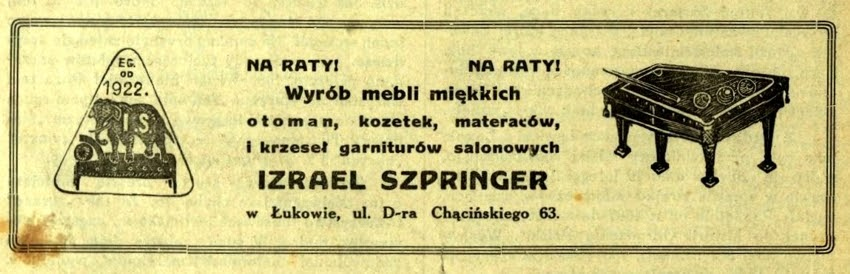
Fabrique de meubles d'Izrael Szpringer

Lors des élections du conseil municipal de 1919 et 1927, les partis juifs gagnent 10 des 24 sièges. Le journal local en yiddish Dos Łukower Vort parait en 1927 et le magazine Łukower Nayes en 1931. La ville possède aussi un club de sport pour les travailleurs juifs: Hapoel.
Journaux en yiddish de Łuków

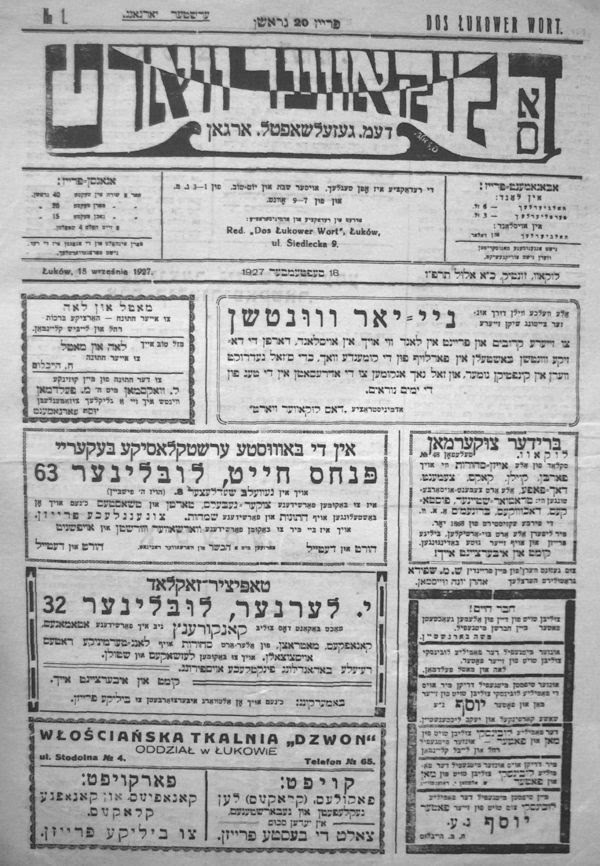
Dos Łukower Vort n° 1 du 18 septembre 1927
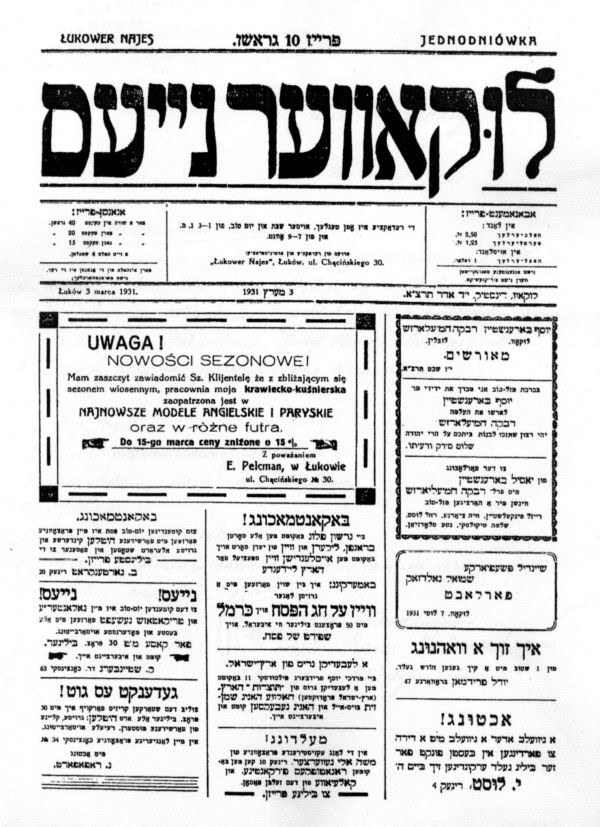
Łukower Nayes n°1 du 3 mars 1931

Pendant la période de l'entre-deux-guerres, les enfants juifs fréquentent quatre hederim privés, au moins deux écoles de Talmud Torah gérés par la communauté, et une école privée à quatre niveaux fonctionnant sous les auspices du parti Mizrahi. En 1923, cette dernière obtient le statut d'école public d'État. Certains élèves juifs sont inscrits à l'école élémentaire N° 1 et représentent 50 % des élèves. Une école élémentaire à quatre niveaux, gérée par la Centrale Jidysze Szul Organizacje (CISzO = Organisation centrale des écoles yiddish) fonctionne de 1928 jusqu'au milieu des années 1930, où elle est fermée pour des raisons financières. Plusieurs bibliothèques juives sont ouvertes en ville dont la Żydowska Biblioteka Ludowa (Bibliothèque du peuple juif) qui possède une salle de lecture.  
Les écoles juives

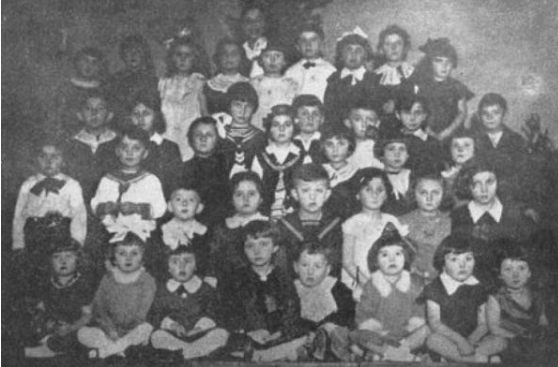
Jardin d'enfants dirigé par Rachela Rozenberg
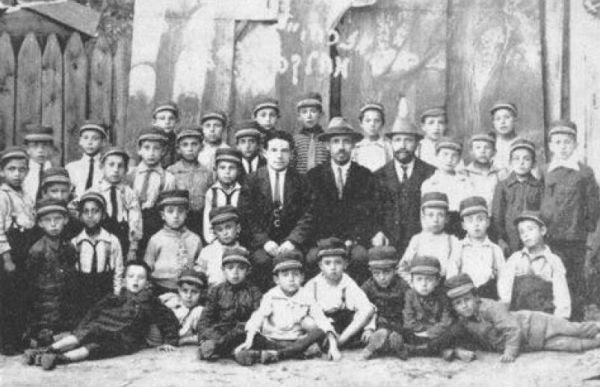
Élèves de l'école Mizrachi
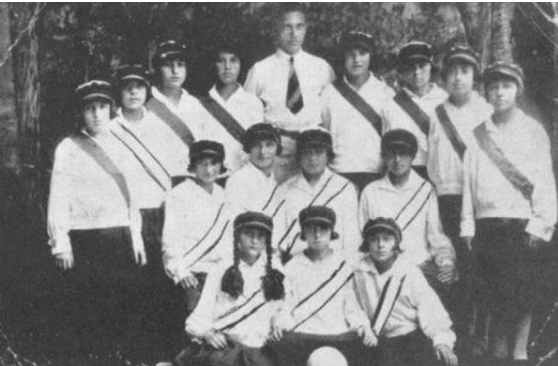
Étudiants de l'école Mizrachi
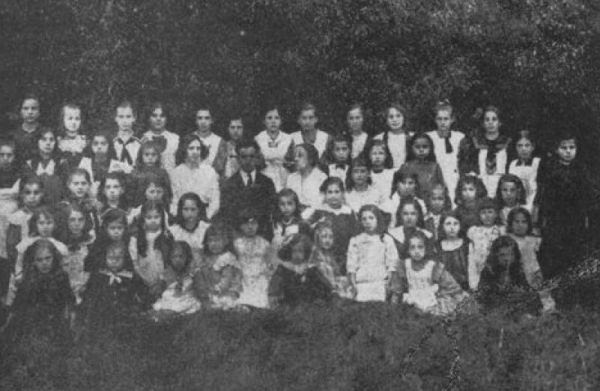
Étudiants de l'école primaire Włodzimierz Medem
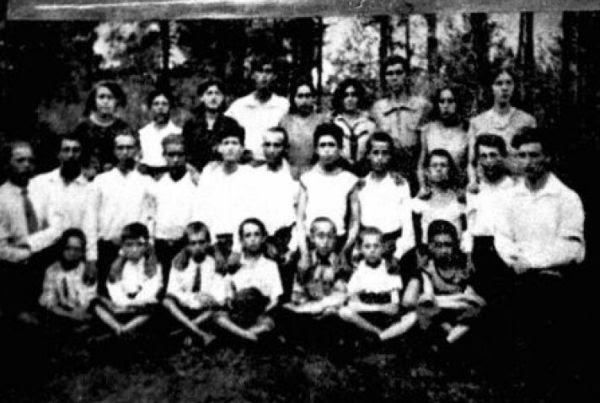
Étudiants de l'école CISZO

Vers la fin des années 1930, à la suite de la grande dépression, plusieurs usines de Łuków ferment entrainant une augmentation importante du taux de chômage et une détérioration de la situation économique des Juifs locaux. Des actes antisémites commencent à se propager et les nationalistes du Obóz Narodowo-Radykalny (ONR = Camp national-radical) appellent au boycott des magasins et ateliers juifs et parfois saccagent des entreprises juives. 

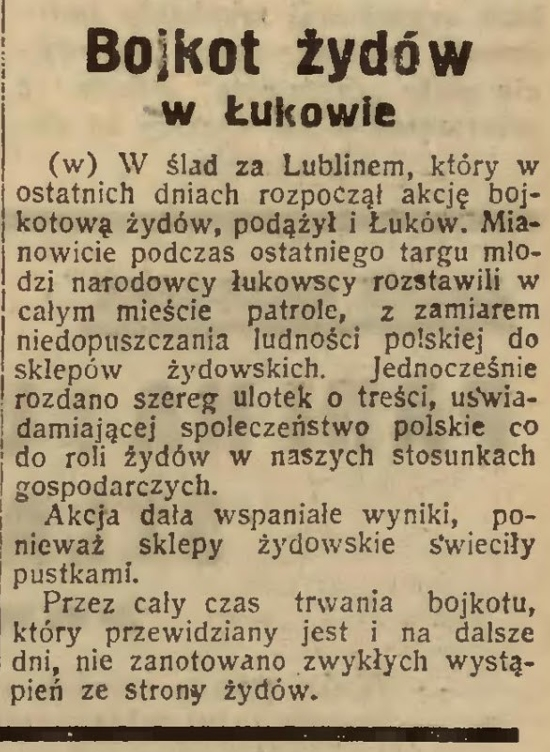
Appel au boycott des Juifs de Łuków par le journal ABC – Nowiny Codzienne

Le 6 septembre 1937, le journal de droite ABC – Nowiny Codzienne (ABC – Nouvelles quotidiennes) publie en page 3: 
« Łuków suit Lublin, qui a récemment commencer un boycott des Juifs. Lors du dernier marché, de jeunes nationalistes de Łuków ont effectué des patrouilles dans toute la ville, avec l'intention d'empêcher les citoyens polonais de se rendre dans les magasins juifs.  En même temps, de nombreux tracts étaient distribués pour sensibiliser la société polonaise sur le rôle des Juifs dans nos relations économiques. La campagne a obtenu d'excellents résultats car les magasins juifs étaient vides. Durant la durée du boycott qui est aussi prévu pour durer plusieurs jours, il n'y a pas eu de mesures de rétorsion de la part des Juifs. »
La revue juive 5-ta Rano (5 heures du matin) no 208 du 27 juillet 1938 rapporte page 4, à la suite de la mort d'un jeune Juif écrasé par un cheval, la réaction des dirigeants du Parti national de Łuków : 
« Nous devons donner au propriétaire de ce cheval un mètre cube d'avoine comme bonus pour avoir tué un Juif.  Cette proposition a causé du dégout même parmi la population chrétienne.  »
Le dernier rabbin de Łuków est Aron Nuta Frajberg.

### La Seconde guerre mondiale et la Shoah
Au début de la Seconde Guerre mondiale, la ville est prise par les troupes allemandes le 19 septembre 1939. Łuków compte alors environ 6 000 Juifs. En représailles aux tentatives de défense de la ville, les troupes d'occupation allemandes abattent plusieurs dizaines de Juifs et brulent 25 maisons juives.
Quelques jours plus tard, conformément au Pacte germano-soviétique, les allemands se retirent et l'armée soviétique fait son entrée fin septembre, avant de se retirer derrière la rivière Bug, la ligne convenue par le traité. Quand les soviétiques se retirent en octobre 1939, environ 500 Juifs en profitent pour quitter la ville avec eux. Après avoir repris la ville, le 19 octobre, les nazis fusillent 70 Juifs qui faisaient la queue sur la place du marché pour se procurer du pain,.

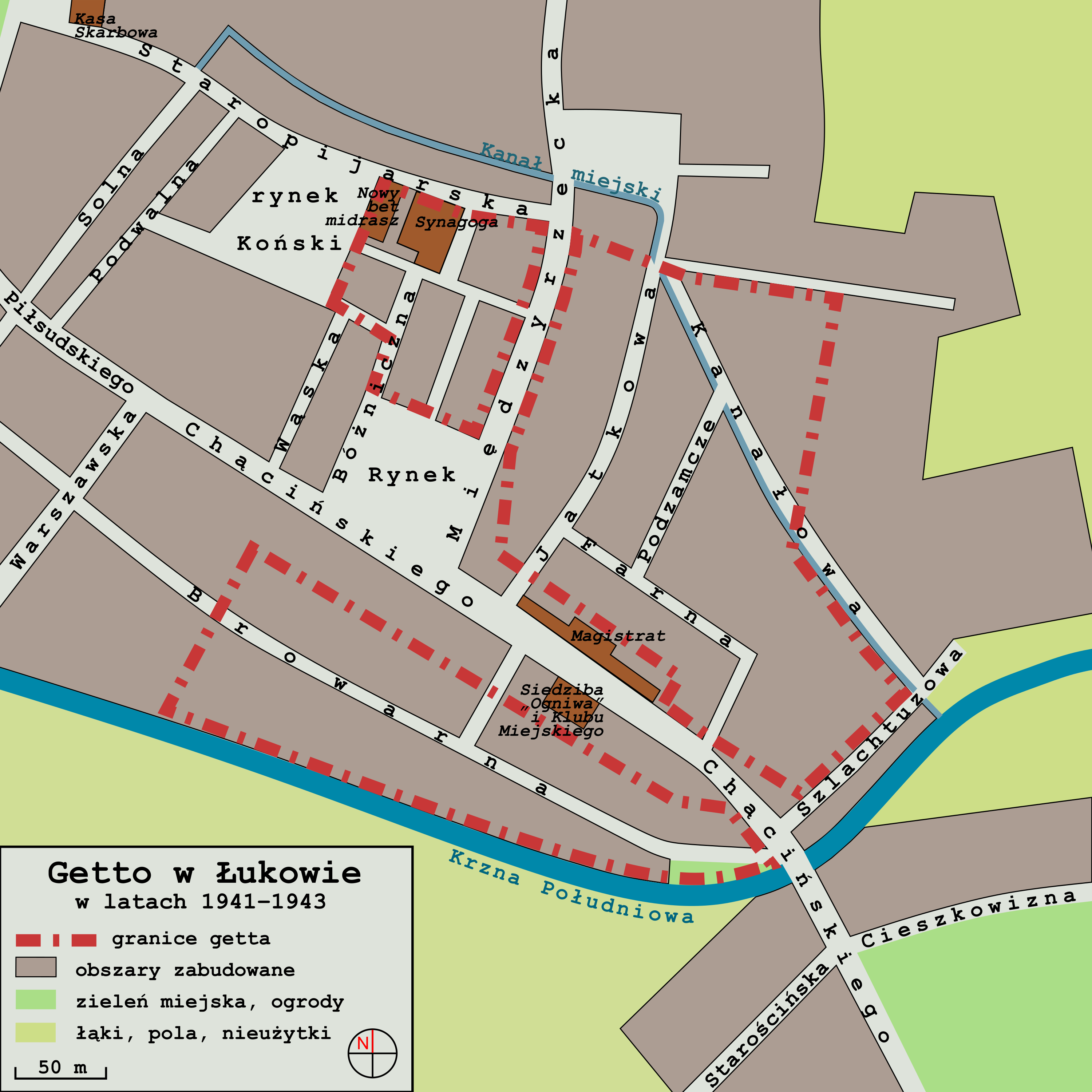
Plan du ghetto de Łuków

Entre novembre et décembre 1939 près de 2 500 Juifs déplacés sont envoyés à Łuków. Ils proviennent principalement de Serock, Nasielsk et Suwałki. En 1940, environ 1 000 Juifs de Mława arrivent dans la ville, et en mai 1942, c'est au tour de plus de 2 000 Juifs de Slovaquie. En mai 1941, un quartier juif est formé à Łuków, composé de trois secteurs séparés. Au début, le ghetto est ouvert, mais à la mi-septembre 1942, un mur est construit pour l'encercler. À la veille de sa liquidation, le ghetto abrite environ 11 500 personnes.
Une série de déportation a lieu en octobre et novembre 1942. Au total, près de 7 000 Juifs de Łuków sont déportés au camp d'extermination de Treblinka, tandis qu'environ 2 200 sont abattus sur place. Le 28 octobre, un ghetto de transit est ouvert à Łuków dans le but de procéder à d'autres déportations: 4 500 Juifs arrivent de Wojcieszków, Adamów, Kock, Tuchowicz, Trzebieszów et des gmina de Stanin et de Ulan. Certains sont abattus sur place, tandis que les autres sont envoyés au camp d'extermination de Treblinka.
Après les déportations de masse, un petit ghetto est maintenu, situé entre les rues Kanałowa, Jatkowa et Międzyrzecka. Il est utilisé comme camp de travail forcé et hébergent un groupe de travailleurs juifs employés dans les entrepôts de la Gestapo et une entreprise allemande d'achat d'œufs et de volaille. En décembre 1942, près de 500 prisonniers du ghetto sont abattus et les 4 000 Juifs restants sont transportés le 2 mai 1943 vers le camp d'extermination de Treblinka. 
Juifs employés aux travaux forcés

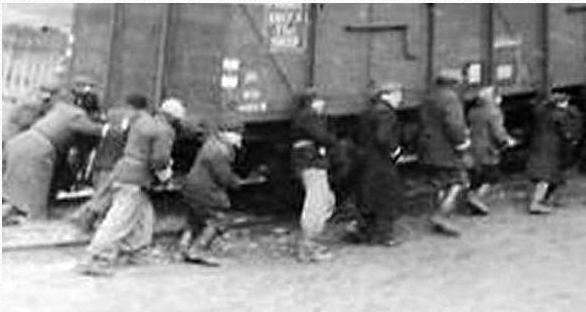
Juifs travaillant sur le chemin de fer
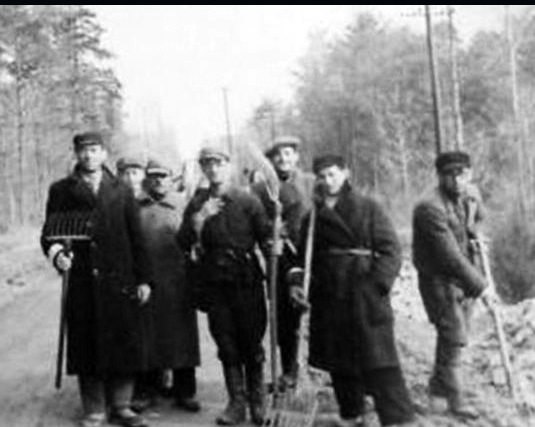
Travailleurs forcés juifs dans une forêt près de Luków
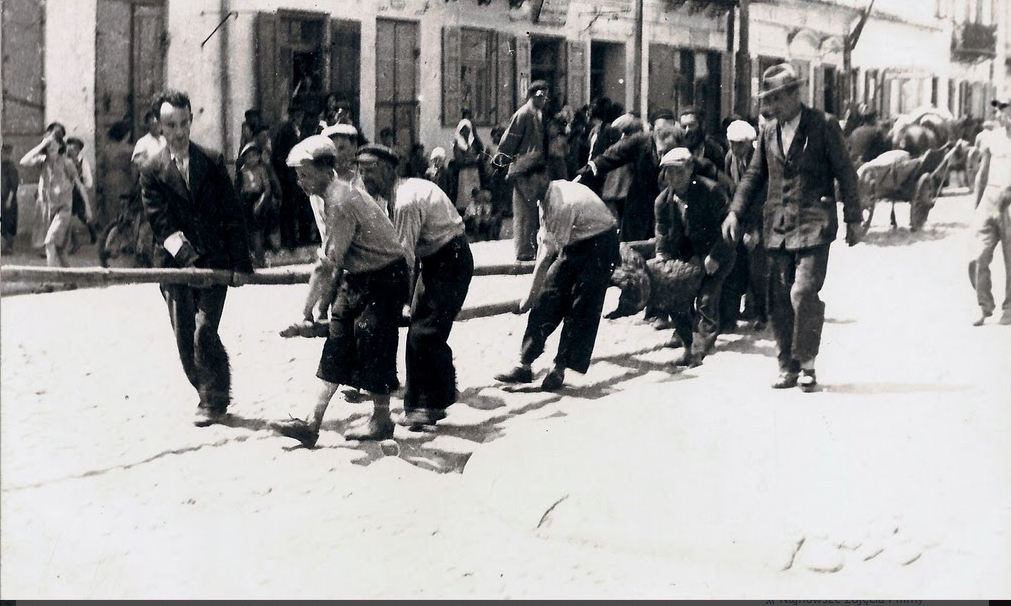
Juifs transportant l'aigle du monument aux insurgés de 1863 pour le fondre aux aciéries allemandes

Ghetto de Lukow

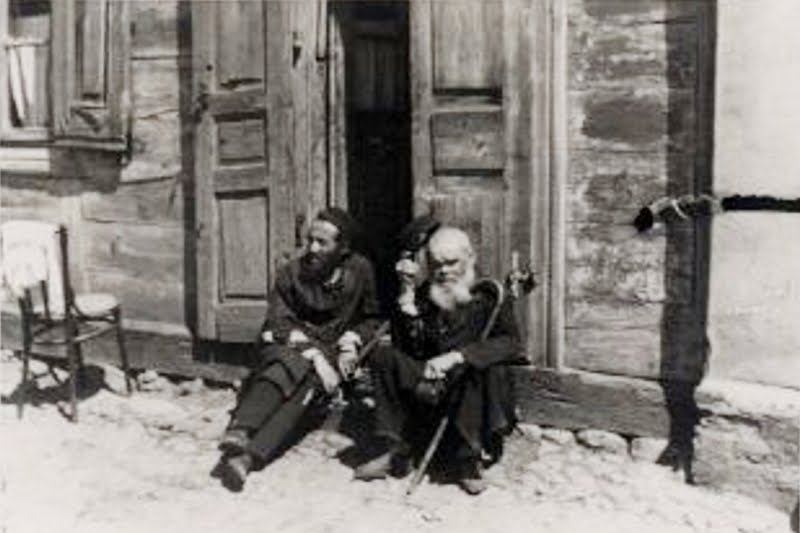
Juifs de Luków en 1941
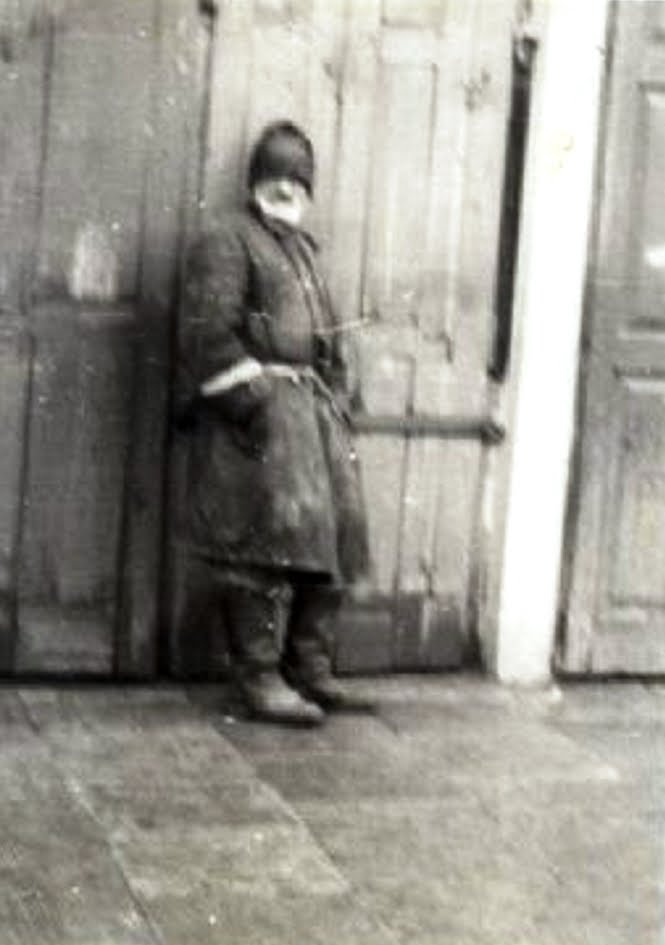
Juif de Luków en 1941
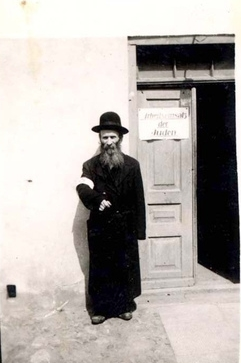
Juif devant l'entrée du Judenrat
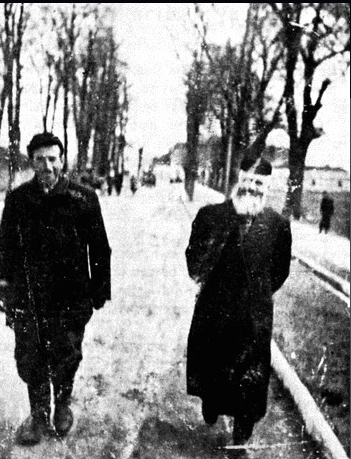
Hersz Lejzor Lender (à droite) président du Judenrat
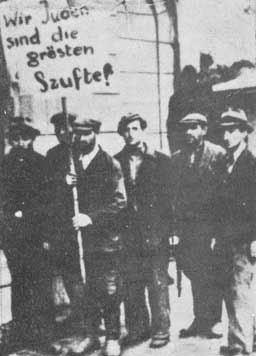
Groupe de Juifs forcés de défiler avec la pancarte Les Juifs sont les plus grands manipulateurs
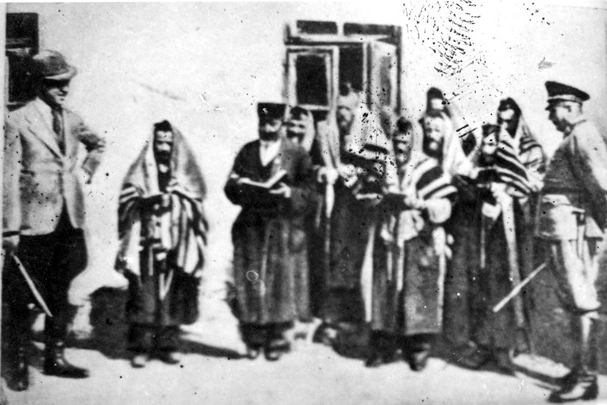
Juifs forcés de prier devant des officiers allemands

Les massacres

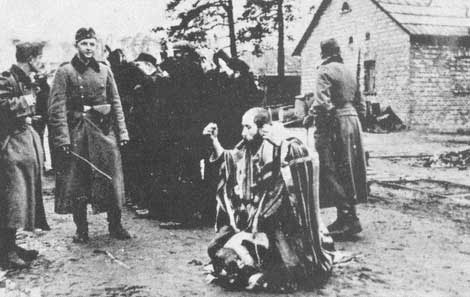
1841- Le rav Ber (Dev) Erlich Salushania humilié par la Feldgendarmerie avant d'être abattu
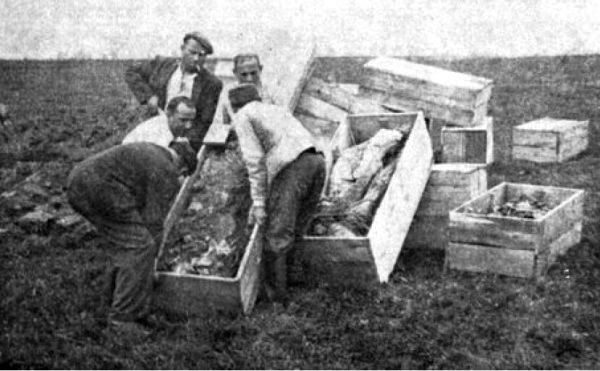
Exhumation en 1949 de Juifs assassinés près de Malcanów à 9 km de Łuków
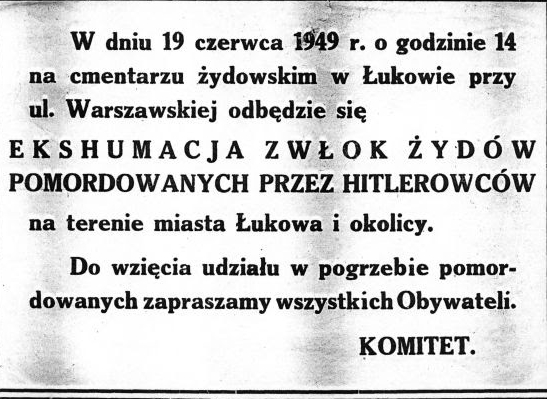
1949 - Notification de l'exhumation et de l'inhumation des Juifs de Luków

### Après la Seconde Guerre mondiale
Seuls environ 150 Juifs de Łuków ont survécu à la guerre, principalement ceux qui se sont réfugiés en Union soviétique. Après la guerre, dans leur majorité, ils sont partis en Silésie puis ont émigré en Israël, en Europe de l'Ouest ou les USA. En 1950, six Juifs vivent toujours à Łuków. Après les persécutions antisémites de 1968, une partie s'exile et dans les années 1990, il ne restait plus qu'une seule personne Lidia (Leiba) Fiksman.

## Évolution de la population juive

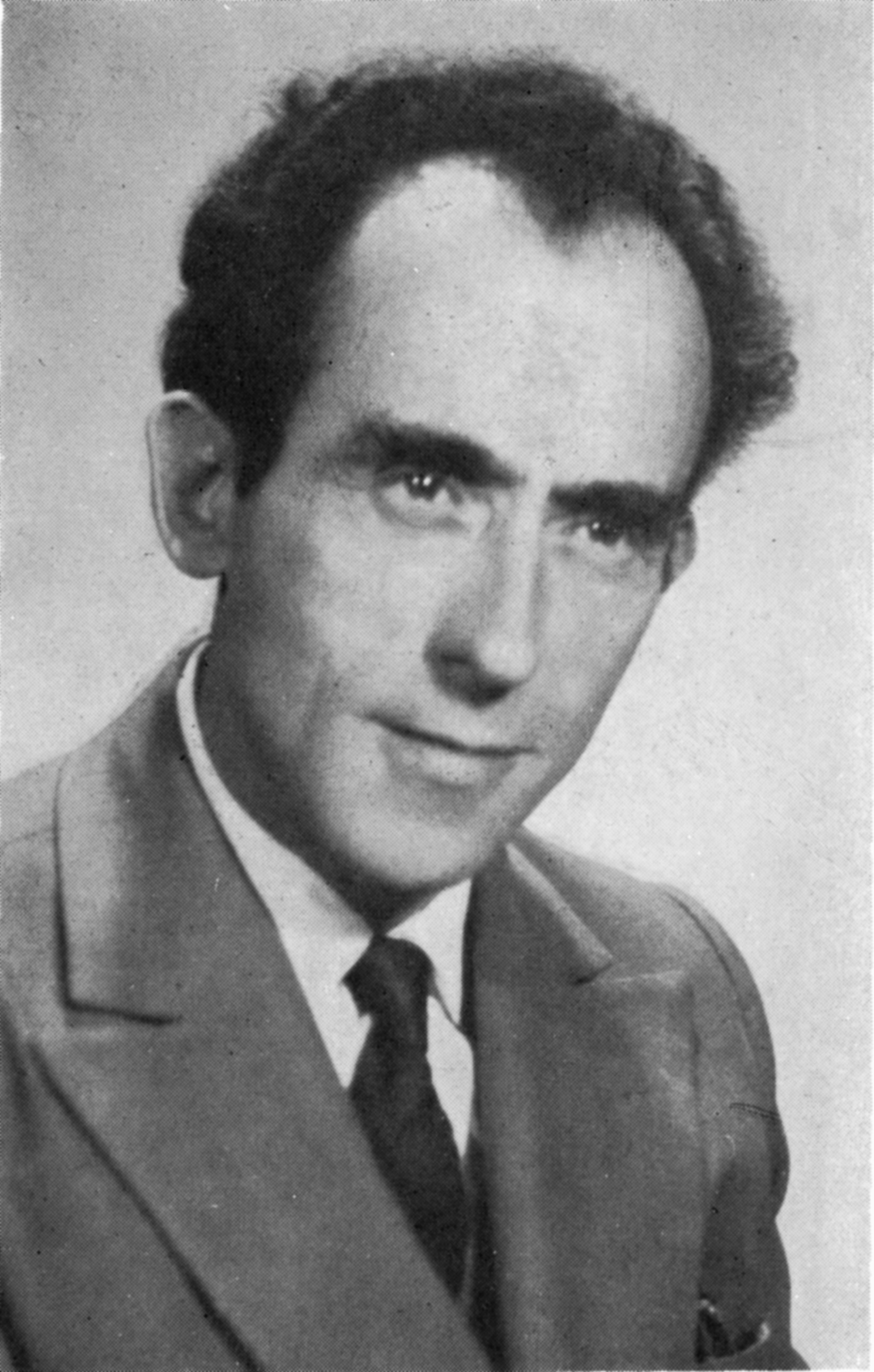
Jakub Zonszajn

| Population juive à Łuków |                     |                 |                      |
| Date                     | Population de Łuków | Nombre de Juifs | Pourcentage de Juifs |
| 1676                     | 304                 | 74              | 24,3 %               |
| 1748                     | -                   | 484             | -                    |
| 1765                     | -                   | 543             | -                    |
| 1787                     | 1 643               | 772             | 47,0 %               |
| 1820                     | 2 454               | 1 254           | 51,1 %               |
| 1827                     | 3 206               | 2 023           | 63,1 %               |
| 1840                     | 2 891               | 1 877           | 64,9 %               |
| 1857                     | -                   | 2 114           | -                    |
| 1861                     | 3 311               | 2 255           | 68,1 %               |
| 1897                     | 8 781               | 4 799           | 54,7 %               |
| 1907                     | 11 206              | 7 094           | 63,3 %               |
| 1909                     | 10 484              | 6 689           | 63,8 %               |
| 1910                     | 12 489              | 7 792           | 62,4 %               |
| 1911                     | -                   | 8 058           | - %                  |
| 1920                     | 15 741              | 7 418           | 47,1 %               |
| 1921                     | 12 571              | 6 145           | 48,9 %               |
| 1939                     | -                   | ~ 6 000         | ~50 %                |

## Personnalités juives nées à Łuków
Jakub Zonszajn (1914-1962): poète, prosateur, essayiste et dramaturge écrivant principalement en yiddish.